# 103国道
39°28′30″N 117°01′17″E / 39.4750254°N 117.0212759°E
103国道是连接北京和天津、濱海新區的一条主干道。
103国道从北京开始，通过通州区，继续往天津武清杨村方向走，经过天津最终抵达濱海新區，全程162公里，经过北京、河北和天津三个省份。

## 里程表
| 城市名         | 距起点距离 |
| 北京市         | 0          |
| 天津市         | 92         |
| 天津市滨海新区 | 163        |

## 未来发展
G103天津段计划改线调出外环，根据2022年出台的普通省道编号规则，从郭官屯南侧路口开始将向东改走武清环线、津蓟铁路西侧-东梁庄新建线位、现状 杨北公路（并在津榆公路西北侧截弯取直）至北环铁路以北约300米处、北环铁路以北新建线位、现状     港城大道（228国道自西中环快速起加入）、杨北公路、北塘大街及东海路。现有路段将降级为 京津线及 津塘线。